# Savignac-de-Duras
Savignac-de-Duras település Franciaországban, Lot-et-Garonne megyében. Lakosainak száma 214 fő (2022. január 1.). Savignac-de-Duras Les Lèves-et-Thoumeyragues, Duras, Landerrouat, Riocaud, Esclottes és Saint-Sernin községekkel határos.

## Népesség
A település népessége az elmúlt években az alábbi módon változott:
| Lakosok száma | 296  | 221  | 217  | 254  | 220  | 218  | 220  | 219  | 217  | 214  |
|               | 1968 | 1982 | 1990 | 2006 | 2013 | 2015 | 2017 | 2019 | 2020 | 2022 |